# Iman Vellani
Iman Vellani (urdu: ایمان ویلانی; Karachi, Sind; 2 de agosto de 2002) es una actriz  y escritora de cómics pakistaní-canadiense. Es mayormente conocida por interpretar a Kamala Khan/Ms. Marvel en el Universo cinematográfico de Marvel, la primera superheroína musulmana en una producción de Marvel.
Vellani hizo su debut en la serie de Disney+ Ms. Marvel (2022) y repitió el papel en la película The Marvels (2023) y en la próxima serie de animación Marvel Zombies (2025).

## Biografía
Vellani nació en Karachi, Pakistán, el 2 de agosto de 2002, Su padre es contable y su madre es enfermera. Su hermano trabaja en ingeniería. Cuando sólo tenía un año, sus padres se mudaron con ella a Canadá y se establecieron en la localidad de Markham, en Ontario, Vellani se graduó en la Unionville High School en York, Ontario.

### Primeros años de carrera
Desarrolló un interés en dirigir proyectos de actuación durante sus años escolares. Así que desarrolló sus propios cortometrajes cuando la escuela la aburría.
Fue seleccionada como miembro del Comité TIFF Next Wave en el Festival Internacional de Cine de Toronto de 2019.
Antes de ser elegida para formar parte de Ms. Marvel al final de su último año de secundaria, Vellani había planeado asistir a la Universidad de Arte y Diseño de Ontario con un enfoque en medios integrados.

### Ingreso al Universo Marvel
Iman Vellani inició desarrollando y dirigiendo sus propios cortometrajes en su etapa universitaria.
En septiembre de 2020, Vellani fue elegida para interpretar a la superheroína de Marvel Comics, Kamala Khan. Interpretó el papel en la serie de 2022, Ms. Marvel y en la película de 2023, The Marvels. Además, también ha aparecido como Khan en otras producciones de Disney.
En junio de 2022, Vellani apareció en A Fan's Guide to Ms. Marvel, un corto documental sobre la producción de la serie. Con entrevistas al equipo de realización y con ella misma, se estrenó en Disney+ antes del estreno de Ms. Marvel.
En 2023, Iman Vellani debutó como autora de cómics, co-guionizando junto con Sabir Pirzada la miniserie de Marvel Comics Ms. Marvel: The New Mutant.
Vellani pondrá voz a una versión animada de Kamala Khan para la serie Marvel Zombies (2025) de Disney+.

## Filmografía

### Cine
| Año  | Título                 | Rol                      | Notas                   |
| ---- | ---------------------- | ------------------------ | ----------------------- |
| 2020 | Push                   |                          | Cortometraje; directora |
| 2020 | Requiem for a Pandemic |                          | Cortometraje; directora |
| 2021 | I Don't Wanna B Alone  | Ella misma               | Cortometraje; directora |
| 2023 | The Marvels            | Kamala Khan / Ms. Marvel | Coprotagonista          |
| TBA  | Shiver                 | TBA                      | Posproducción           |

### Televisión
| Año  | Título                      | Rol                                   | Notas                                                            |
| ---- | --------------------------- | ------------------------------------- | ---------------------------------------------------------------- |
| 2022 | A Fan's Guide to Ms. Marvel | Ella misma / Kamala Khan              | Cortometraje documental de Disney+                               |
| 2022 | Ms. Marvel                  | Kamala Khan / Ms. Marvel              | Protagonista                                                     |
| 2022 | Marvel Studios: Assembled   | Kamala Khan / Ms. Marvel / Ella Misma | Serie documental, especial "Assembled: The Making of Ms. Marvel" |
| 2025 | Marvel Zombies              | Kamala Khan / Ms. Marvel              | Serie animada, voz                                               |

### Atracciones de parque temático
| Año  | Título                      | Rol                      | Evento      |
| ---- | --------------------------- | ------------------------ | ----------- |
| 2022 | Avengers: Quantum Encounter | Kamala Khan / Ms. Marvel | Disney Wish |

## Premios y nominaciones
| Premio                                | Año  | Nominación                                                 | Trabajo    | Resultado | Ref.          |
| ------------------------------------- | ---- | ---------------------------------------------------------- | ---------- | --------- | ------------- |
| Saturn Awards                         | 2022 | Mejor interpretación de un actor más joven (streaming)     | Ms. Marvel | Ganadora  | [ 14 ] [ 15 ] |
| Critics' Choice Super Awards          | 2023 | Mejor actriz en una serie de superhéroes                   | Ms. Marvel | Nominada  | [ 16 ]        |
| Hollywood Creative Alliance TV Awards | 2024 | Mejor actriz en una serie o película de streaming limitada | Ms. Marvel | Nominada  | [ 17 ]        |